# Federația de Fotbal din Guadelupa
Federația de Fotbal din Guadelupa este forul ce guvernează fotbalul în Guadelupa. Se ocupă de organizarea echipei naționale și a altor competiții fotbalistice din stat].